# Ramón García Sánchez
Ramón García Sánchez (f. 1885) fue un periodista y escritor español.

## Biografía
Literato y periodista, fue autor de numerosas comedias y novelas. Fue redactor de El Fomento Literario (1863-1864) y posteriormente de La Iberia, además de colaborador de La Primera Edad, entre otras muchas publicaciones periódicas. Falleció en la localidad guadalajareña de Yunquera en enero de 1885, hacia comienzos de mes.